# Neuchâtel Xamax Football Club 2007-2008
Questa voce raccoglie le informazioni riguardanti il Neuchâtel Xamax Football Club nelle competizioni ufficiali della stagione 2007-2008.

## Stagione
Nella stagione 2007-2008 il Neuchatel Xamax, allenato da Gérard Castella e Néstor Clausen, concluse il campionato di Super League all'8º posto. In Coppa Svizzera il Neuchatel Xamax fu eliminato in semifinale dal Bellinzona.

## Rosa
| N. |                     | Ruolo | Calciatore         |
| -- | ------------------- | ----- | ------------------ |
| 1  | Svizzera (bandiera) | P     | Laurent Walthert   |
| 3  | Svizzera (bandiera) | D     | Christophe Jaquet  |
| 4  | Francia (bandiera)  | D     | Stéphane Besle     |
| 5  | Svizzera (bandiera) | D     | Alexandre Quennoz  |
| 6  | Marocco (bandiera)  | C     | Tariq Chihab       |
| 7  | Svizzera (bandiera) | C     | Steven Lang        |
| 8  | Brasile (bandiera)  | C     | Everson            |
| 9  | Svizzera (bandiera) | A     | Moreno Merenda     |
| 10 | Francia (bandiera)  | C     | Johnny Szlykowicz  |
| 11 | Brasile (bandiera)  | A     | João Paulo         |
| 13 | Serbia (bandiera)   | D     | Nebojša Joksimović |
| 14 | Svizzera (bandiera) | C     | Raphaël Nuzzolo    |
| 15 | Svizzera (bandiera) | C     | Richmond Rak       |

| N. |                      | Ruolo | Calciatore         |
| -- | -------------------- | ----- | ------------------ |
| 16 | Svizzera (bandiera)  | D     | Pascal Jenny       |
| 17 | Guinea (bandiera)    | C     | Thierno Bah        |
| 18 | Svizzera (bandiera)  | P     | Guillaume Faivre   |
| 19 | Spagna (bandiera)    | C     | Javi Delgado       |
| 19 | Svizzera (bandiera)  | A     | Miloš Malenović    |
| 20 | Francia (bandiera)   | D     | Mounir El-Haimour  |
| 22 | Svizzera (bandiera)  | C     | Sébastien Wüthrich |
| 23 | Svizzera (bandiera)  | D     | Mike Gomes         |
| 24 | Svizzera (bandiera)  | C     | Maxime Vuille      |
| 25 | Nigeria (bandiera)   | A     | Brown Ideye        |
| 27 | Senegal (bandiera)   | A     | Matar Coly         |
| 28 | Svizzera (bandiera)  | P     | Pascal Zuberbühler |
| 29 | Argentina (bandiera) | A     | Julio Hernán Rossi |

## Organigramma societario
Area tecnica
- Allenatore: Néstor Clausen
- Allenatore in seconda: Jean-Philippe Karlen
- Preparatore dei portieri: Florent Delay
- Preparatori atletici: Sébastien Lopez-Guia

## Calciomercato

### Sessione estiva
| Acquisti | Acquisti           | Acquisti     | Acquisti |
| R.       | Nome               | da           | Modalità |
| -------- | ------------------ | ------------ | -------- |
| C        | Tariq Chihab       | Sion         |          |
| D        | Mounir El-Haimour  | Sciaffusa    |          |
| D        | Pascal Jenny       | Yverdon      |          |
| D        | Nebojša Joksimović | Stella Rossa |          |
| A        | Miloš Malenović    | San Gallo    |          |
| A        | Julio Hernán Rossi | Nantes       |          |

| Cessioni | Cessioni         | Cessioni          | Cessioni |
| R.       | Nome             | a                 | Modalità |
| -------- | ---------------- | ----------------- | -------- |
| D        | Igor Hürlimann   | Wil               |          |
| C        | Elvir Melunovic  | Siegen            |          |
| A        | Rainer Bieli     | Concordia Basilea |          |
| C        | David Casasnovas | St. Imier         |          |
| D        | Bastien Geiger   | Sion              |          |
| P        | Claudio Gentile  | Friburgo          |          |
| C        | Juan Muñoz       | Chiasso           |          |
| C        | Massimo Lombardo | Stade Nyonnais    |          |
| D        | Kader Mangane    | Young Boys        |          |
| A        | Asim Šehić       | Slaven Belupo     |          |
| C        | Kiliann Witschi  | La Chaux-de-Fonds |          |

### Sessione invernale
| Acquisti | Acquisti    | Acquisti   | Acquisti |
| R.       | Nome        | da         | Modalità |
| -------- | ----------- | ---------- | -------- |
| A        | Brown Ideye | Ocean Boys |          |
| A        | João Paulo  | Young Boys |          |

| Cessioni | Cessioni      | Cessioni | Cessioni |
| R.       | Nome          | a        | Modalità |
| -------- | ------------- | -------- | -------- |
| C        | Roland Bättig | Lucerna  |          |

## Risultati

### Super League

#### Prima fase, girone di andata
| Arbitro: | Wildhaber |

|                       |           |                |
| Cantaluppi 25’ (rig.) | Marcatori | 49’ Szlykowicz |

| Arbitro: | Studer |

|             |           |           |
| Merenda 88’ | Marcatori | 14’ Nyman |

| Arbitro: | Busacca |

|             |           |               |
| Everson 55’ | Marcatori | 60’ Chikhaoui |

| Arbitro: | Laperrière |

|             |           |            |
| Nwaneri 90’ | Marcatori | 44’ Chihab |

| Arbitro: | Wermelinger |

|                                |           |             |
| Everson 23’ Rossi 34’ Coly 90’ | Marcatori | 27’ Mangane |

| Arbitro: | Hänni |

|                               |           |               |
| Marazzi 1’ Gjasula 86’ (rig.) | Marcatori | 77’ Malenović |

| Arbitro: | Petignat |

|                       |           |               |
| Nuzzolo 56’ Besle 90’ | Marcatori | 42’ Rapisarda |

| Arbitro: | Studer |

|               |           |                     |
| Bobadilla 90’ | Marcatori | 5’ Everson 52’ Coly |

| Arbitro: | Wildhaber |

|  |           |                                          |
|  | Marcatori | 21’ Carlitos 76’ Ergić 90’ (rig.) Huggel |

#### Prima fase, girone di ritorno
| Arbitro: | Zimmermann |

|                                       |           |                                          |
| Szlykowicz 14’ Merenda 30’ Chihab 67’ | Marcatori | 39’ Lustrinelli 43’ Tchouga 78’ Diethelm |

| Arbitro: | Rogalla |

|          |           |             |
| Rama 28’ | Marcatori | 24’ Nuzzolo |

| Arbitro: | Circhetta |

|           |           |  |
| Eudis 90’ | Marcatori |  |

| Arbitro: | Grossen |

|            |           |                                |
| Quennoz 9’ | Marcatori | 39’ Saborío 82’, 87’ Obradović |

| Arbitro: | Laperrière |

|                                   |           |                              |
| Yakın 3’ Raimondi 12’ Häberli 66’ | Marcatori | 52’ Everson 76’ (rig.) Rossi |

| Arbitro: | Petignat |

|            |           |             |
| Chihab 20’ | Marcatori | 14’ Aguirre |

| Arbitro: | Studer |

|                                        |           |                        |
| Page 10’ Quennoz 41’ (aut.) Tarone 85’ | Marcatori | 24’ Chihab 51’ Merenda |

| Arbitro: | Bertolini |

|                                |           |             |
| Coly 16’, 22’ Nuzzolo 49’, 62’ | Marcatori | 11’ Renggli |

| Arbitro: | Grossen |

|  |           |                  |
|  | Marcatori | 65’ (rig.) Rossi |

#### Seconda fase, girone di andata
| Arbitro: | Busacca |

|  |           |                 |
|  | Marcatori | 51’ Lustrinelli |

| Arbitro: | Laperrière |

|                                    |           |  |
| Carlitos 9’ Huggel 73’ Perović 90’ | Marcatori |  |

| Arbitro: | Wermelinger |

|                                      |           |             |
| Rossi 32’ (rig.) Szlykowicz 45’, 59’ | Marcatori | 19’ Häberli |

| Arbitro: | Studer |

|                        |           |  |
| Cruzado 18’ Santos 72’ | Marcatori |  |

| Arbitro: | Hänni |

|                        |           |  |
| Saborío 14’ M'Futi 84’ | Marcatori |  |

| Arbitro: | Circhetta |

|             |           |                      |
| Merenda 16’ | Marcatori | 35’ Rogério 64’ Ianu |

| Arbitro: | Wermelinger |

|  |           |                      |
|  | Marcatori | 7’ Rama 56’ Scarione |

| San Gallo 18 marzo 2008, ore 19:45 CET 26ª giornata | San Gallo | 0 – 0 referto | Neuchâtel Xamax | Stadio Espenmoos (10 000 spett.)\| Arbitro: \| Grossen \| |
| Arbitro:                                            | Grossen   |               |                 |                                                           |

| Arbitro: | Bertolini |

|                                  |           |             |
| Lang 8’ Paulo 36’ Szlykowicz 90’ | Marcatori | 70’ Vásquez |

#### Seconda fase, girone di ritorno
| Arbitro: | Zimmermann |

|                        |           |         |
| Okonkwo 65’ Hassli 83’ | Marcatori | 2’ Coly |

| Arbitro: | Studer |

|                |           |  |
| Joksimovic 90’ | Marcatori |  |

| Arbitro: | Circhetta |

|                       |           |             |
| Ferreira 52’ Rama 84’ | Marcatori | 20’ Merenda |

| Arbitro: | Rogalla |

|                       |           |                   |
| Burki 88’ Rogério 90’ | Marcatori | 9’ Rossi 12’ Lang |

| Arbitro: | Grossen |

|             |           |               |
| Quennoz 47’ | Marcatori | 50’ Obradović |

| Arbitro: | Wermelinger |

|             |           |                                                |
| Merenda 73’ | Marcatori | 49’ Feltscher 80’ Cabanas 88’ (rig.) Bobadilla |

| Arbitro: | Bertolini |

|           |           |                           |
| Yakın 73’ | Marcatori | 37’, 62’ Coly 54’ Merenda |

| Arbitro: | Studer |

|                    |           |                                  |
| Rossi 20’ Coly 52’ | Marcatori | 71’ (rig.) Majstorović 90’ Ergić |

| Arbitro: | Circhetta |

|  |           |                     |
|  | Marcatori | 28’ Ideye 63’ Rossi |

### Coppa Svizzera
| 15 settembre 2007, ore 17:30 CEST Primo turno | Le Mont | 0 – 2 | Neuchâtel Xamax |  |

| 21 ottobre 2007, ore 14:30 CEST Secondo turno | Racing Club de Genève | 2 – 5 | Neuchâtel Xamax |  |

| 24 novembre 2007, ore 16:00 CET Ottavi di finale | Sciaffusa | 0 – 1 | Neuchâtel Xamax |  |

| 16 dicembre 2007, ore 15:30 CET Quarti di finale | Neuchâtel Xamax | 3 – 2 | Young Boys |  |

| 27 febbraio 2008, ore 20:15 CET Semifinale   | Bellinzona           | ? – ? | Neuchâtel Xamax |  |
| \| \| \| \| \| \| Tiri di rigore 4 – 2 \| \| |                      |       |                 |  |
|                                              |                      |       |                 |  |
|                                              | Tiri di rigore 4 – 2 |       |                 |  |

## Statistiche

### Statistiche di squadra
| Competizione   | Punti | In casa | In casa | In casa | In casa | In casa | In casa | In trasferta | In trasferta | In trasferta | In trasferta | In trasferta | In trasferta | Totale | Totale | Totale | Totale | Totale | Totale | DR |
| Competizione   | Punti | G       | V       | N       | P       | Gf      | Gs      | G            | V            | N            | P            | Gf           | Gs           | G      | V      | N      | P      | Gf     | Gs     | DR |
| -------------- | ----- | ------- | ------- | ------- | ------- | ------- | ------- | ------------ | ------------ | ------------ | ------------ | ------------ | ------------ | ------ | ------ | ------ | ------ | ------ | ------ | -- |
| Super League   | 41    | 18      | 6       | 6       | 6       | 28      | 28      | 18           | 4            | 5            | 9            | 20           | 27           | 36     | 10     | 11     | 15     | 48     | 55     | -7 |
| Coppa Svizzera | -     | 1       | 1       | 0       | 0       | 3       | 2       | 4            | 3            | 1            | 0            | 8            | 2            | 5      | 4      | 1      | 0      | 11     | 4      | +7 |
| Totale         | 41    | 19      | 7       | 6       | 6       | 31      | 30      | 22           | 7            | 6            | 9            | 28           | 29           | 41     | 14     | 12     | 15     | 59     | 59     | 0  |

### Andamento in campionato
| Giornata  | 1 | 2 | 3 | 4 | 5 | 6 | 7 | 8 | 9 | 10 | 11 | 12 | 13 | 14 | 15 | 16 | 17 | 18 | 19 | 20 | 21 | 22 | 23 | 24 | 25 | 26 | 27 | 28 | 29 | 30 | 31 | 32 | 33 | 34 | 35 | 36 |
| --------- | - | - | - | - | - | - | - | - | - | -- | -- | -- | -- | -- | -- | -- | -- | -- | -- | -- | -- | -- | -- | -- | -- | -- | -- | -- | -- | -- | -- | -- | -- | -- | -- | -- |
| Luogo     | T | C | C | T | C | T | C | T | C | C  | T  | T  | C  | T  | C  | T  | C  | T  | C  | T  | C  | T  | T  | C  | C  | T  | C  | T  | C  | T  | T  | C  | C  | T  | C  | T  |
| Risultato | N | N | N | N | V | P | V | V | P | N  | N  | P  | P  | P  | N  | P  | V  | V  | P  | P  | V  | P  | P  | P  | P  | N  | V  | P  | V  | P  | N  | N  | P  | V  | N  | V  |
| Posizione | 4 | 6 | 7 | 7 | 5 | 6 | 3 | 3 | 4 | 4  | 4  | 4  | 5  | 6  | 6  | 7  | 6  | 5  | 6  | 8  | 7  | 7  | 8  | 8  | 8  | 8  | 8  | 8  | 8  | 8  | 8  | 8  | 8  | 8  | 8  | 8  |

Legenda:

Luogo: C = Casa; T = Trasferta. Risultato: V = Vittoria; N = Pareggio; P = Sconfitta.

### Statistiche dei giocatori
| T. Bah         | 25 | 0 | 2  | 0 |
| S. Besle       | 28 | 1 | 7  | 3 |
| R. Bättig      | 9  | 0 | 2  | 0 |
| T. Chihab      | 30 | 4 | 3  | 0 |
| M. Coly        | 34 | 8 | 6  | 0 |
| J. Delgado     | 0  | 0 | 0  | 0 |
| M. El-Haimour  | 31 | 0 | 2  | 1 |
| E. Everson     | 26 | 4 | 4  | 2 |
| G. Faivre      | 1  | 0 | 0  | 0 |
| M. Gomes       | 2  | 0 | 0  | 0 |
| B. Ideye       | 5  | 1 | 0  | 0 |
| C. Jaquet      | 0  | 0 | 0  | 0 |
| P. Jenny       | 25 | 0 | 4  | 0 |
| N. Joksimovic  | 13 | 1 | 4  | 1 |
| S. Lang        | 24 | 2 | 5  | 0 |
| M. Malenović   | 6  | 1 | 0  | 0 |
| M. Merenda     | 31 | 7 | 2  | 0 |
| R. Nuzzolo     | 34 | 4 | 4  | 0 |
| J. Paulo       | 9  | 1 | 0  | 0 |
| A. Quennoz     | 30 | 2 | 4  | 1 |
| R. Rak         | 26 | 0 | 8  | 0 |
| J. Rossi       | 33 | 7 | 10 | 0 |
| J. Szlykowicz  | 31 | 5 | 4  | 0 |
| M. Vuille      | 1  | 0 | 0  | 0 |
| L. Walthert    | 1  | 0 | 0  | 0 |
| S. Wüthrich    | 8  | 0 | 0  | 0 |
| P. Zuberbühler | 34 | 0 | 3  | 0 |